# Allt han förmår, allt han förstår
Allt han förmår, allt han förstår är en psalm med text och musik av William Gaither och Gloria Gaither. Texten översattes till svenska av Stanley Sjöberg.

## Publikation
- Segertoner 1988 som nr 585 under rubriken "Att leva av tro - Prövning - kamp - seger".[1]

### Fotnoter
1. 1 2  Heinerborg, Karl-Erik; Lennart Jernestrand (1988). Segertoner melodisångbok. Stockholm: Förlaget Filadelfia. Libris 911558